# Lutefisk

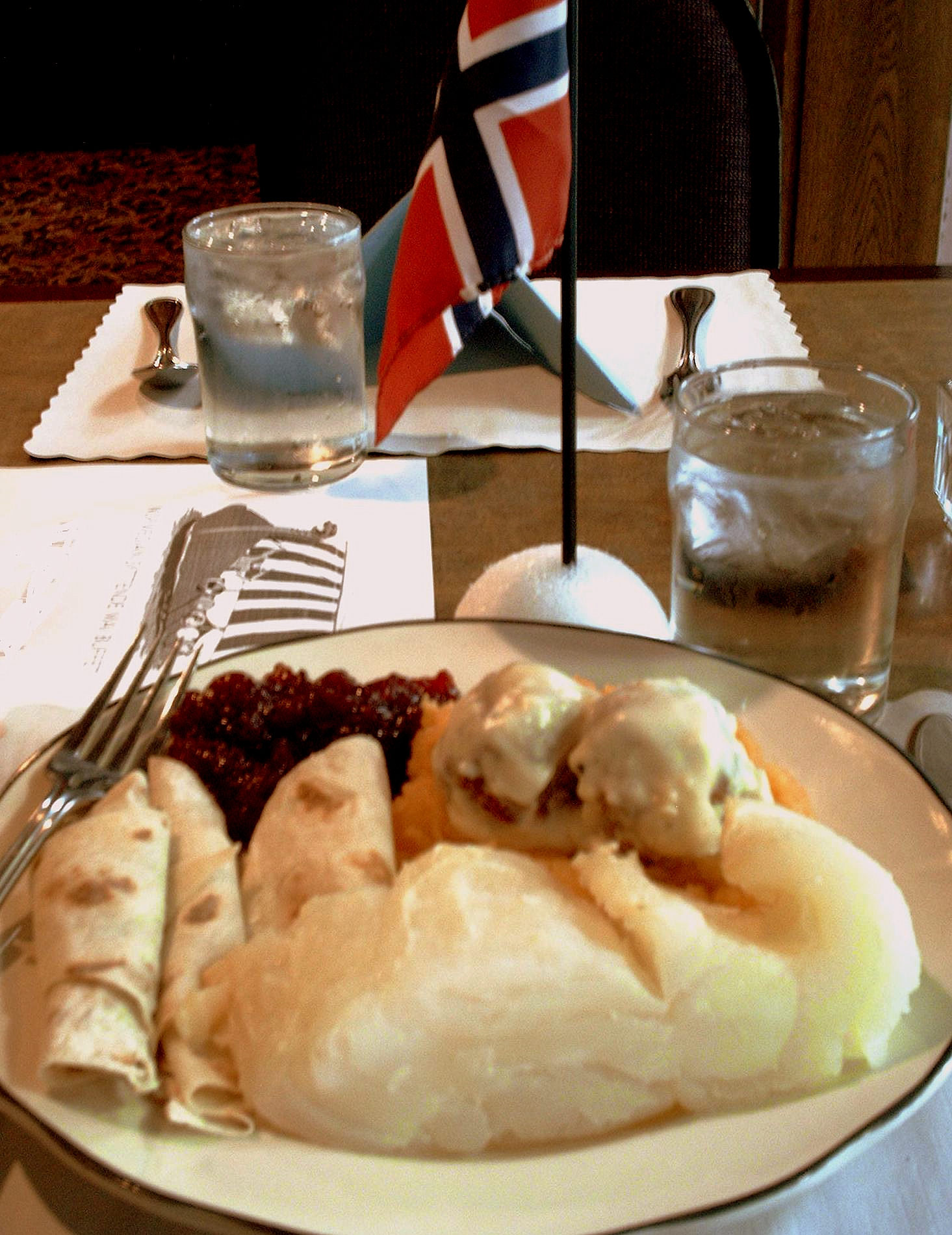
Lutefisk am 17. Mai

Lutefisk (dänisch ludfisk oder ludefisk, deutsch ‚Laugenfisch‘, finnisch lipeäkala, norwegisch lutefisk, isländisch lútfiskur, schwedisch lutfisk) ist ein traditionelles aus Stockfisch hergestelltes Gericht. Lutefisk gilt in Skandinavien als ein typisches Weihnachtsessen.
Lutefisk ist ein in einer Lauge aus Buchen- oder Birkenasche (heute wird meist Ätznatron benutzt) gewässerter Trockenfisch, in der Regel Kabeljau. Bei der Rehydrierung nimmt der Fisch eine gelatinöse Konsistenz an. Der Fisch wird anschließend gespült und in Wasser am Siedepunkt gegart. Angerichtet wird er mit gekochten Kartoffeln, Erbsenpüree, Fladenbrot, gebratenem Speck, Pfeffer und  ausgelassenem Schweineschmalz bzw. zerlassener Butter; dazu reicht man meist dunkleres Bier und Aquavit.

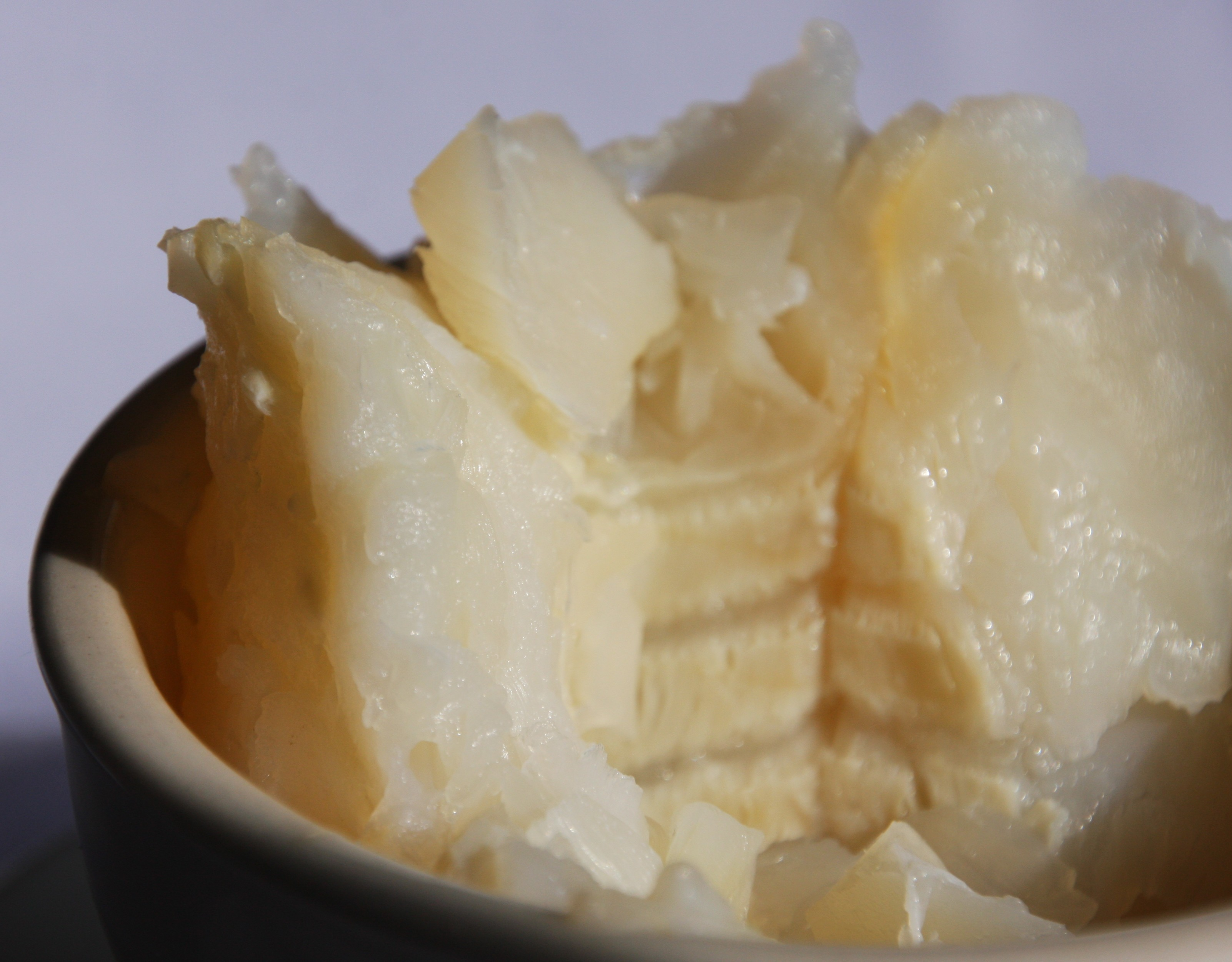
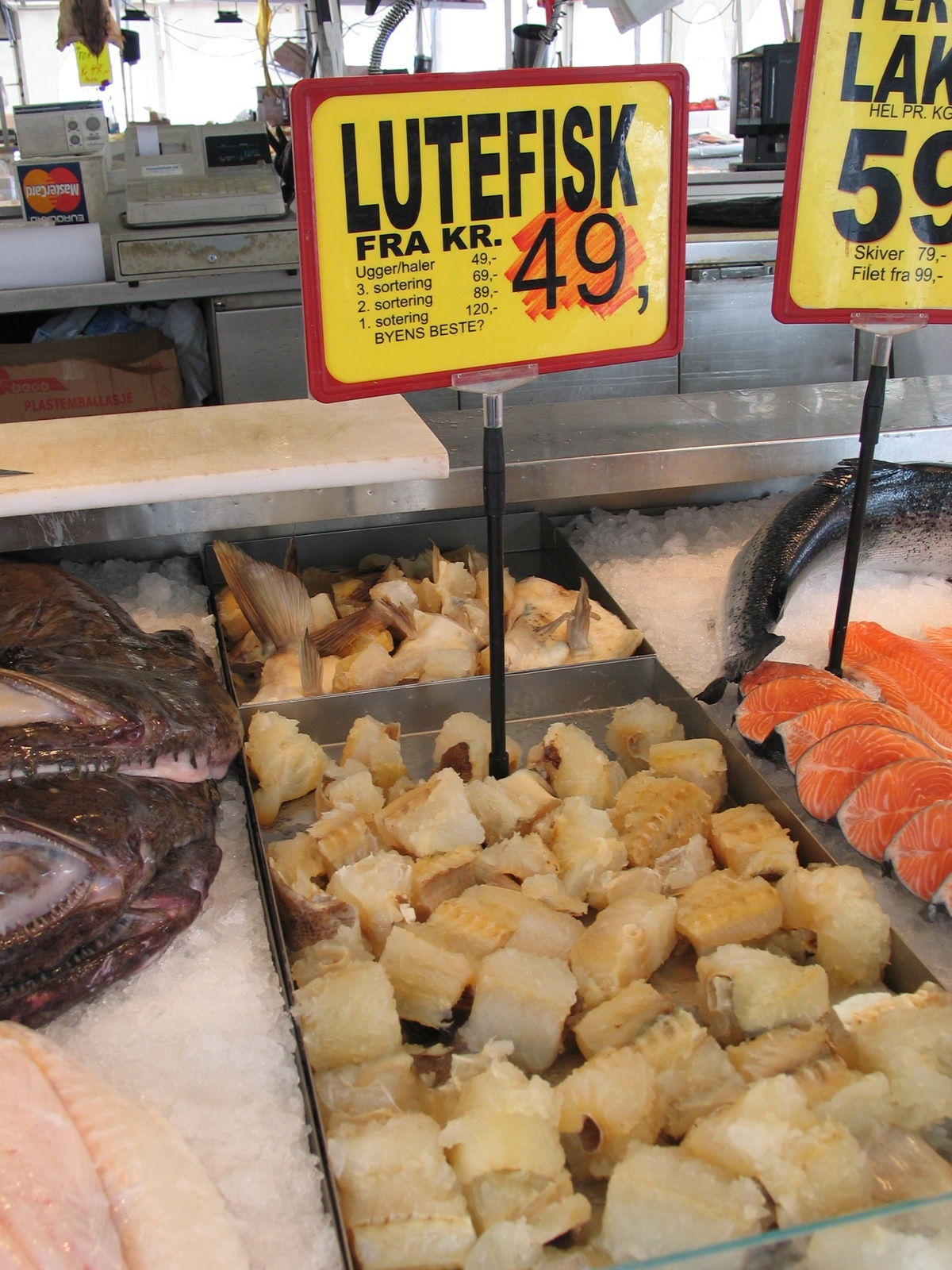
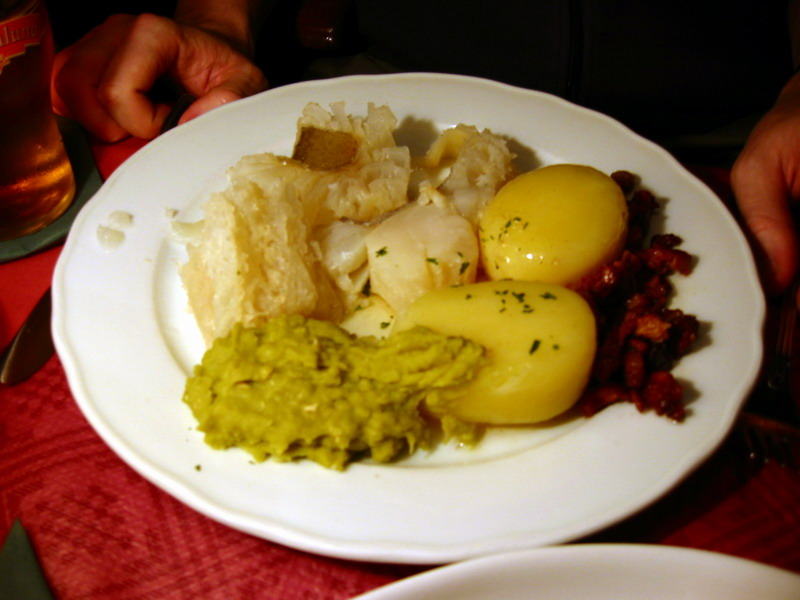